# Pride (serie televisiva)
Pride (プライド?, Puraido) è un dorama stagionale invernale in 11 puntate di Fuji TV andato in onda nel 2004.

## Trama
Halu è il capitano della squadra di Hockey su ghiaccio, nonché miglior giocatore in campo, molto ammirato e stimato da tutti i compagni: lo sport per lui è l'unica cosa davvero meritevole d'esser considerata seriamente nella vita, tutto il resto è invece un gioco, compresa la sfera sentimentale.
Aki è una giovane impiegata che attende spasmodicamente il ritorno del suo fidanzato dall'estero, dove s'è trasferito per prendere la specializzazione in studi d'architettura: purtroppo per lei egli non sembra aver, almeno perora, davvero molta fretta di tornar a casa. Un giorno la ragazza si ritrova assieme ai suoi amici di sempre a guardar casualmente una partita di Hockey: e questa è l'occasione che le fa vedere Halu la prima volta.
Appena terminata la gara tutti i fans si uniscono ai giocatori per festeggiare la splendida vittoria acquisita sul campo. Un immediato feeling nasce immediatamente tra i due giovani. In seguito il coach ufficiale della squadra s'infortuna e dev'essere così sostituito: Hyodo, il nuovo allenatore si mette subito in forte contrasto col gioco di Halu, entrando così in un'accesa competizione. Le partite ora finiscono in rissa.
Tra questi due ambiti alternativi, quello sportivo e quello sentimentale, si svolgono le vicende del protagonista.

## Episodi
1. Bond of Love and Youth
2. Strength That Overcomes Loneliness
3. Leader's Beautiful Form
4. Men's Camaraderie and Women's Pride
5. Wounds of the Heart
6. Dear Mother
7. Disturbance
8. Tragedy
9. Lament
10. Hope
11. Pride Called Love